# 채솔이
채솔이(1984년 9월 6일 ~ )는 대한민국의 여수문화방송의 기자이며, 前 아나운서이다.

## 경력
- 2008.06 ~ 2010.06 :목포 MBC 아나운서 겸 기자
- 여수MBC 공채 아나운서

## 학력
- 2003년 ~ 2007년 : 중앙대학교 아동복지학, 신문방송학과 졸업

## 진행
- 여수 MBC 음악 FM 채솔이의 별이 빛나는 밤에